# 高鰭玫瑰脂鯉
高鰭玫瑰脂鯉，為輻鰭魚綱脂鯉目脂鯉亞目脂鯉科的其中一個種。分布於南美洲厄瓜多西部太平洋岸淡水流域，體長可達17公分，棲息在底中層水域，生活習性不明。